# Voo Airbus Industrie 129
O Voo Airbus Industrie 129 foi um voo de teste da Airbus Industrie de um A330-321 que terminou em um acidente em 30 de junho de 1994 no Aeroporto de Toulouse-Blagnac, matando todas as sete pessoas a bordo. O último teste voado foi para certificar a capacidade de decolagem do avião com uma única falha no motor. Foi o primeiro acidente fatal envolvendo um Airbus A330, bem como a primeira perda de casco do tipo. Permaneceu sendo o único acidente fatal envolvendo um A330 até a queda do Voo Air France 447 em 1 de junho de 2009.

## Aeronave
A aeronave envolvida no acidente foi um Airbus A330-321, registro F-WWKH, c/n 42. Equipado com turbinas gêmeas Pratt & Whitney PW4164, voou pela primeira vez em 14 de outubro de 1993. A aeronave tinha 259 dias de vida na época do acidente. A aeronave pertencia à Thai Airways International e estava sendo testada em voo com a permissão do proprietário. A Airbus Industrie já devia à Thai Airways uma compensação pela perda do casco de outro avião que havia danificado durante os testes em dezembro de 1993.

## Objetivos do voo de teste
O objetivo do voo era testar o desempenho da aeronave em falhas simuladas do motor após a decolagem, o que significava estrangular um dos motores da aeronave ao ralenti e desligar um circuito hidráulico.  Durante a maioria dos testes, o piloto automático da aeronave seria ajustado para pilotar o avião a uma altitude de 2.000 pés (610 m).  O teste particular que levou ao acidente voou em uma configuração com o centro de gravidade do avião próximo a seu limite de popa, alcançado carregando toneladas de água em bexigas na parte traseira da cabine da aeronave.
O capitão foi o piloto chefe de testes da Airbus Nick Warner. O co-piloto foi Michel Cais, um capitão de treinamento da Air Inter que tinha trabalhado com a organização de treinamento da Airbus Aeroformation. Um engenheiro de testes de vôo, Jean-Pierre Petit, estava a bordo como o terceiro membro da tripulação.
A gerência da Airbus estava interessada em promover o avião para clientes potenciais, e não percebeu que o teste era perigoso, então convidou quatro passageiros no avião: dois executivos da Airbus (Philippe Tournoux e Keith Hulse), e dois pilotos da Alitalia, Alberto Nassetti e Pier Paolo Racchetti, que estavam em Toulouse para um programa de treinamento comercial na sede da Airbus.

## Acidente
A aeronave tinha acabado de completar com sucesso um pouso, após o capitão ter realizado duas simulações de perda de motor, demorando um total de 55 minutos. A segunda decolagem seria feita com o centro de gravidade da aeronave localizado em uma posição extrema de popa. Desta vez a aeronave foi pilotada pelo co-piloto, enquanto as ações para desligar o motor e o circuito hidráulico, e ligar o piloto automático, foram realizadas pelo capitão.  A decolagem foi concluída com sucesso e o capitão desligou o motor e o circuito hidráulico. Foram necessárias três tentativas para acoplar o piloto automático e a aeronave começou a subir até 2.000 pés (600 m). A aeronave subiu muito acentuadamente, diminuindo a velocidade do ar para 100 nós (120 mph; 190 km/h), abaixo dos 118 nós mínimos necessários para manter o controle. A aeronave começou a rolar, de modo que a tripulação reduziu a potência do motor em operação para combater a assimetria de propulsão. Isto exacerbou o problema e a aeronave caiu 15 graus e logo depois caiu no chão. Todas as sete pessoas a bordo morreram, e a aeronave foi destruída.

## Investigação
O acidente foi investigado por uma comissão de inquérito dentro da Direction Générale de l'Armement (DGA), a agência de aquisições e tecnologia do governo francês responsável pela investigação de acidentes de teste de voo. A comissão descobriu que o acidente se devia a "uma combinação de vários fatores, nenhum dos quais, isoladamente, teria causado o acidente", entre os quais:
- O cansaço do Capitão Warner após um "dia punitivamente ocupado" que incluiu um voo de demonstração do A321, supervisão de uma sessão de simulador e duas reuniões, incluindo um briefing de imprensa;

- Falta de um briefing completo antes do vôo, causado pela programação da Warner, e possível complacência causada pelo sucesso dos testes durante a decolagem anterior;

- Escolha do impulso máximo de decolagem/go-around (TOGA) em vez da configuração "Flex 49" ligeiramente inferior, que causou assimetria de impulso maior que a planejada durante a falha simulada do motor esquerdo;

- Escolha da regulagem de retificação a 2,2° para cima; embora dentro de limites aceitáveis, isto foi inadequado para a configuração extrema de CG de popa voada.

- Piloto automático inadvertidamente deixado ajustado a 2.000 pés (610 m) de altitude de captação do teste anterior;

- Ausência de proteção de atitude no modo de captura de altitude do piloto automático;

- Incerteza na alocação de tarefas entre o capitão e o co-piloto; o co-piloto girou a aeronave "firme e muito rápido" para uma atitude de decolagem de mais de 25°, em comparação com os 14,5° habituais usados para a primeira decolagem bem sucedida;

- O capitão realizou procedimentos de teste imediatamente após a decolagem: o piloto automático engata, acelerando o motor esquerdo e disparando o disjuntor hidráulico; isto o tirou temporariamente "fora do circuito de pilotagem".

- Falta de indicação visual do modo de piloto automático, obscurecido pela atitude de inclinação extrema;

- Excesso de confiança da tripulação na resposta esperada da aeronave;

- Reação retardada do engenheiro de testes a mudanças nos parâmetros de vôo, particularmente a velocidade do ar;

- Lentidão do capitão em reagir ao desenvolvimento de uma situação anormal.